# ينس بيرثيلسن
ينس بيرثيلسن هو مبارز بالسيف دنماركي، ولد في 17 ديسمبر 1890 في كوبنهاغن في الدنمارك، وتوفي في 28 أكتوبر 1961.

## وصلات خارجية
- ينس بيرثيلسن على موقع أوليمبيديا (الإنجليزية)